# NGC 6991-2
NGC 6991-2 is een open sterrenhoop in het sterrenbeeld Zwaan. Het hemelobject werd op 27 september 1788 ontdekt door de Duits-Britse astronoom William Herschel.